# Вахнин, Николай Дмитриевич
Николай Дмитриевич Вахнин (18 декабря 1910 года, Вологодская губерния — 1 июня 1966 года, Сыктывкар, РСФСР) — советский государственный и политический деятель.

## Биография
Родился 18 декабря 1910 года в Ношульской волости Вологодской губернии. Член ВКП(б) с 1939 года.
С 1940 года — на общественной и политической работе. В 1940—1963 гг. — прокурор Прилузского района, заместитель прокурора Коми АССР, Министр юстиции Коми АССР, студент Ленинградского юридического института. С 3 апреля 1951 года по 21 марта 1963 года — Председатель Президиума Верховного Совета Коми АССР. С 21 марта 1963 года по 1 июня 1966 года — заместитель Председателя Президиума Верховного Совета Коми АССР.
Избирался депутатом Верховного Совета РСФСР 3-го, 4-го, 5-го созывов.
Скончался 1 июня 1966 года в Сыктывкаре.